# Skrzyniarki

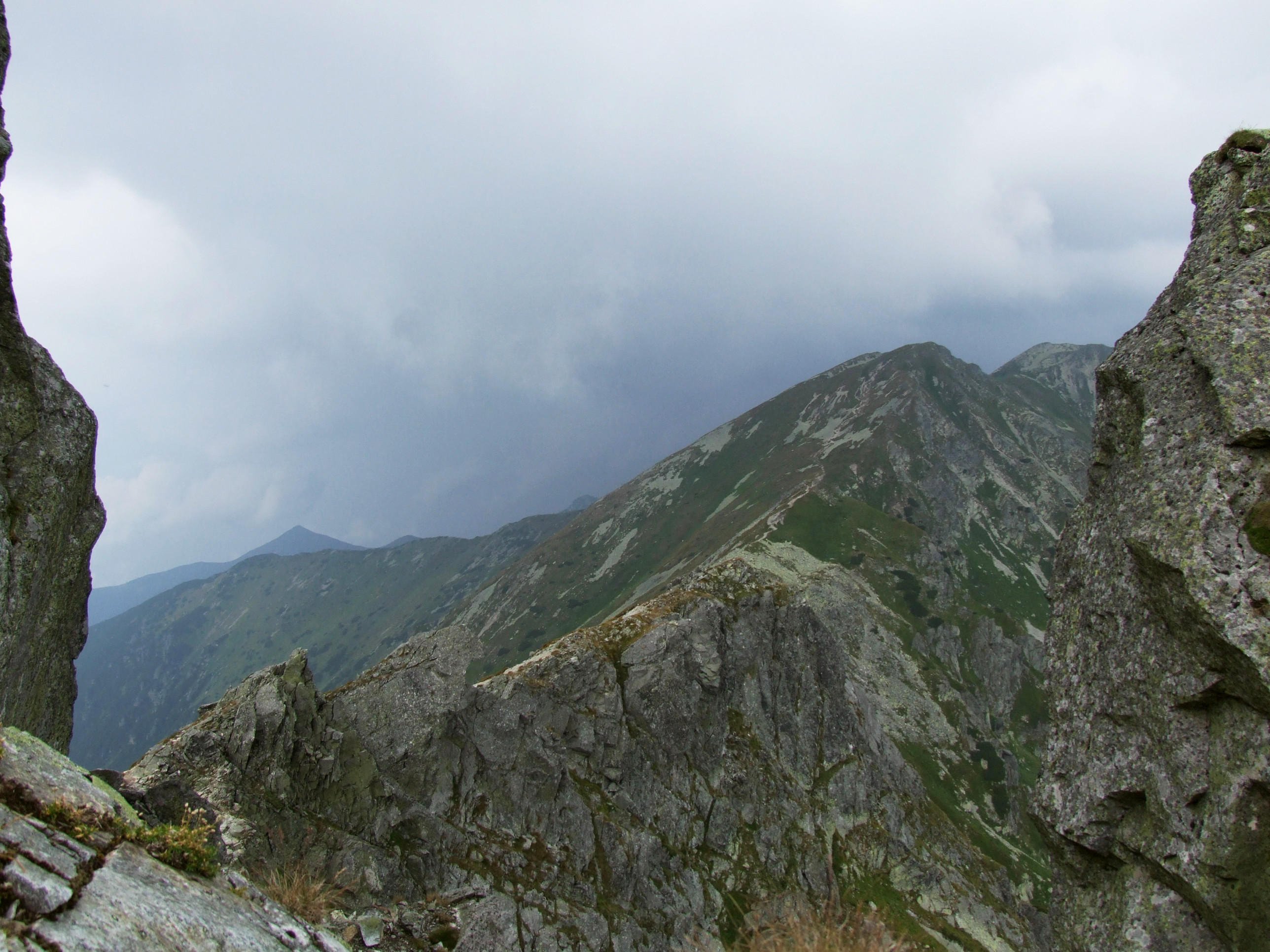
Fragment grani Skrzyniarek. W głębi Salatyny

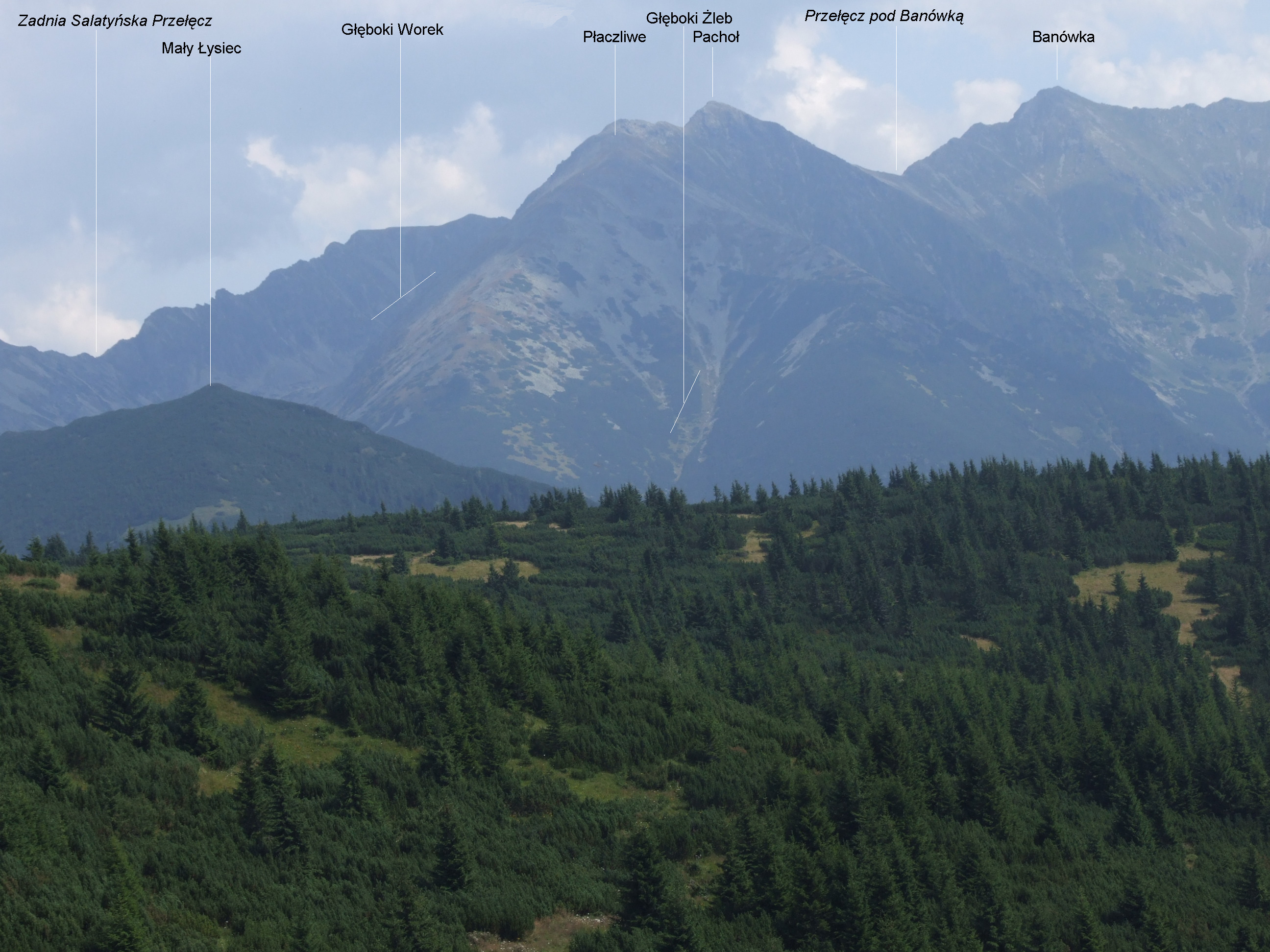
Skrzyniarki po prawej stronie Zadniej Salatyńskiej Przełęczy

Skrzyniarki (słow. Skriniarky) – odcinek grani głównej Tatr Zachodnich pomiędzy Spaloną Kopą (2083 m n.p.m.) a Zadnią Salatyńską Przełęczą (1907 m), zwaną też Przełęczą pod Dzwonem. Kilka mniejszych turni otrzymało swoją nazwę, m.in. Czerwona Skała, Gankowa Kopa, Dzwon. Północne zbocza grani opadają stromo, w niektórych miejscach przepaścistymi ścianami (znaczna ekspozycja) do zawalonego głazami kotła lodowcowego Doliny Zadniej Salatyńskiej. Zbocza południowe wznoszą się nad skalistą Doliną Głęboką (górne piętro Doliny Jałowieckiej).
Jest to najtrudniejszy do przejścia odcinek w głównej grani od Banikowskiej Przełęczy do Brestowej. W niektórych miejscach przejścia są ubezpieczone łańcuchami. Przewieszone skały Gankowej Kopy dają schronienie w czasie deszczu. Oryginalne widoki na surowe, prawdziwie polodowcowe krajobrazy niemal pozbawionego roślin, zacienionego kotła lodowcowego Głęboki Worek pomiędzy zboczami Spalonej Kopy i Pachoła. Kontrastują z nimi „bieszczadzkie” krajobrazy Salatynów.

## Szlaki turystyczne
– czerwony biegnący główną granią Tatr. Czas przejścia od Banikowskiej Przełęczy do Brestowej: 2:30 h, ↑ 2:40 h